# Giro delle Fiandre 1992
Il Giro delle Fiandre 1992, settantaseiesima edizione della corsa e valida come secondo evento della Coppa del mondo di ciclismo su strada 1992, fu disputato il 5 aprile 1992, per un percorso totale di 260 km. Fu vinto dal francese Jacky Durand, al traguardo con il tempo di 6h37'19" alla media di 38,81 km/h.
Partenza a Sint-Niklaas con 186 ciclisti di cui 123 portarono a termine il percorso.

## Ordine d'arrivo (Top 10)
| Pos. | Corridore           | Squadra       | Tempo    |
| ---- | ------------------- | ------------- | -------- |
| 1    | Jacky Durand        | Castorama     | 6h37'19" |
| 2    | Thomas Wegmüller    | Festina-Lotus | a 48"    |
| 3    | Edwig Van Hooydonck | Buckler       | a 1'44"  |
| 4    | Maurizio Fondriest  | Panasonic     | s.t.     |
| 5    | Frans Maassen       | Buckler       | a 1'57"  |
| 6    | Jelle Nijdam        | Buckler       | s.t.     |
| 7    | Marc Madiot         | Telekom       | s.t.     |
| 8    | Jesper Skibby       | TVM-Sanyo     | s.t.     |
| 9    | Franco Ballerini    | GB-MG Mag.    | s.t.     |
| 10   | Dirk De Wolf        | Gatorade      | s.t.     |